# ويليس كرينشاو
ويليس كرينشاو (بالإنجليزية: Willis Crenshaw)‏ هو لاعب كرة قدم أمريكية أمريكي، ولد في 16 يوليو 1941 في سانت لويس في الولايات المتحدة.

## وصلات خارجية
- ويليس كرينشاو على موقع مرجع كرة القدم المحترفة.كوم (الإنجليزية)